# جايسون ويبستر
جايسون ويبستر (بالإنجليزية: Jason Webster)‏ هو لاعب كرة قدم أمريكية أمريكي، ولد في 8 سبتمبر 1977 في هيوستن في الولايات المتحدة.

## وصلات خارجية
- جايسون ويبستر على موقع مرجع كرة القدم المحترفة.كوم (الإنجليزية)